# Satyrium sphaerocarpum
Satyrium sphaerocarpum är en orkidéart som beskrevs av John Lindley. Satyrium sphaerocarpum ingår i släktet Satyrium och familjen orkidéer. Inga underarter finns listade i Catalogue of Life.

## Bildgalleri

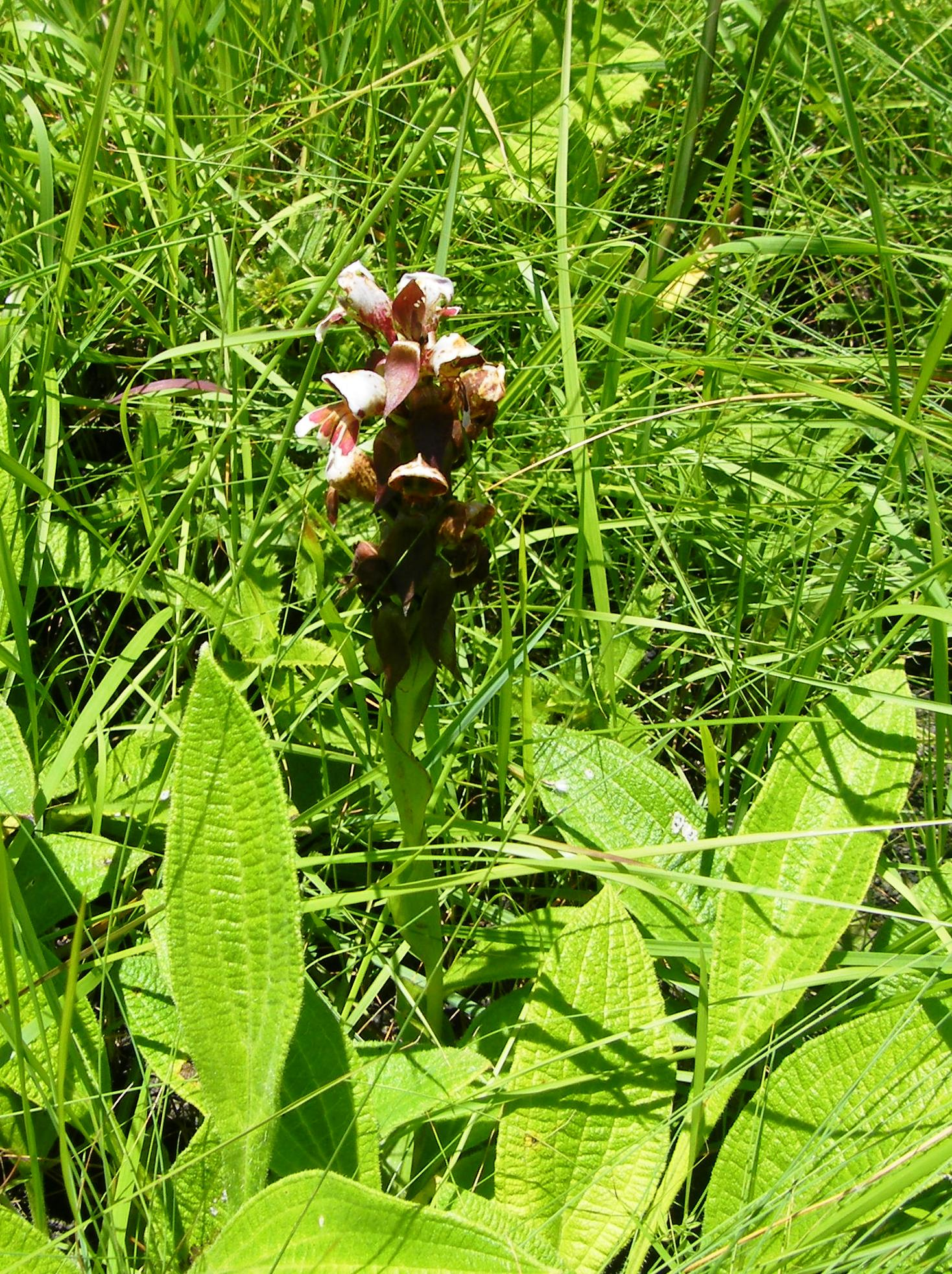
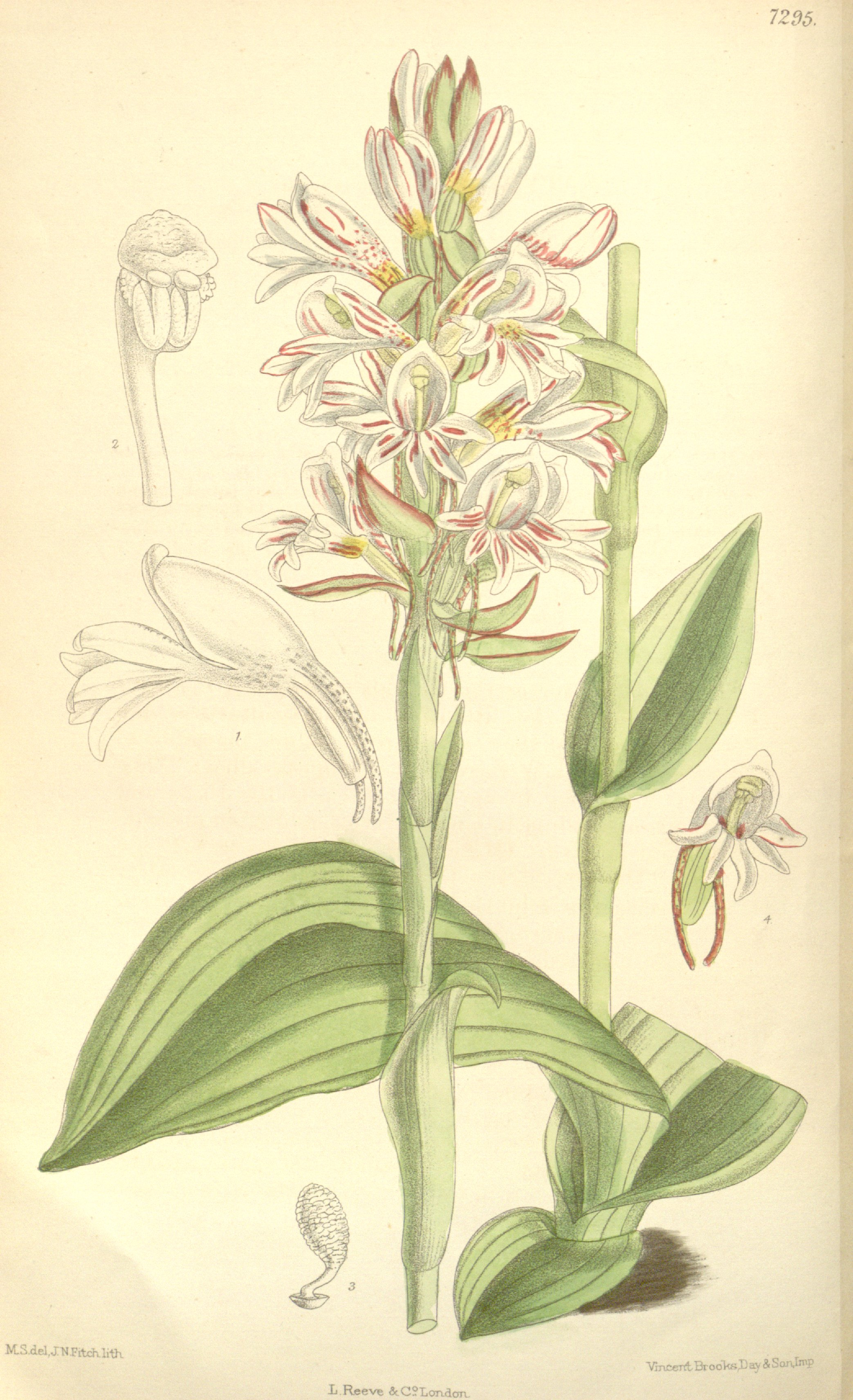
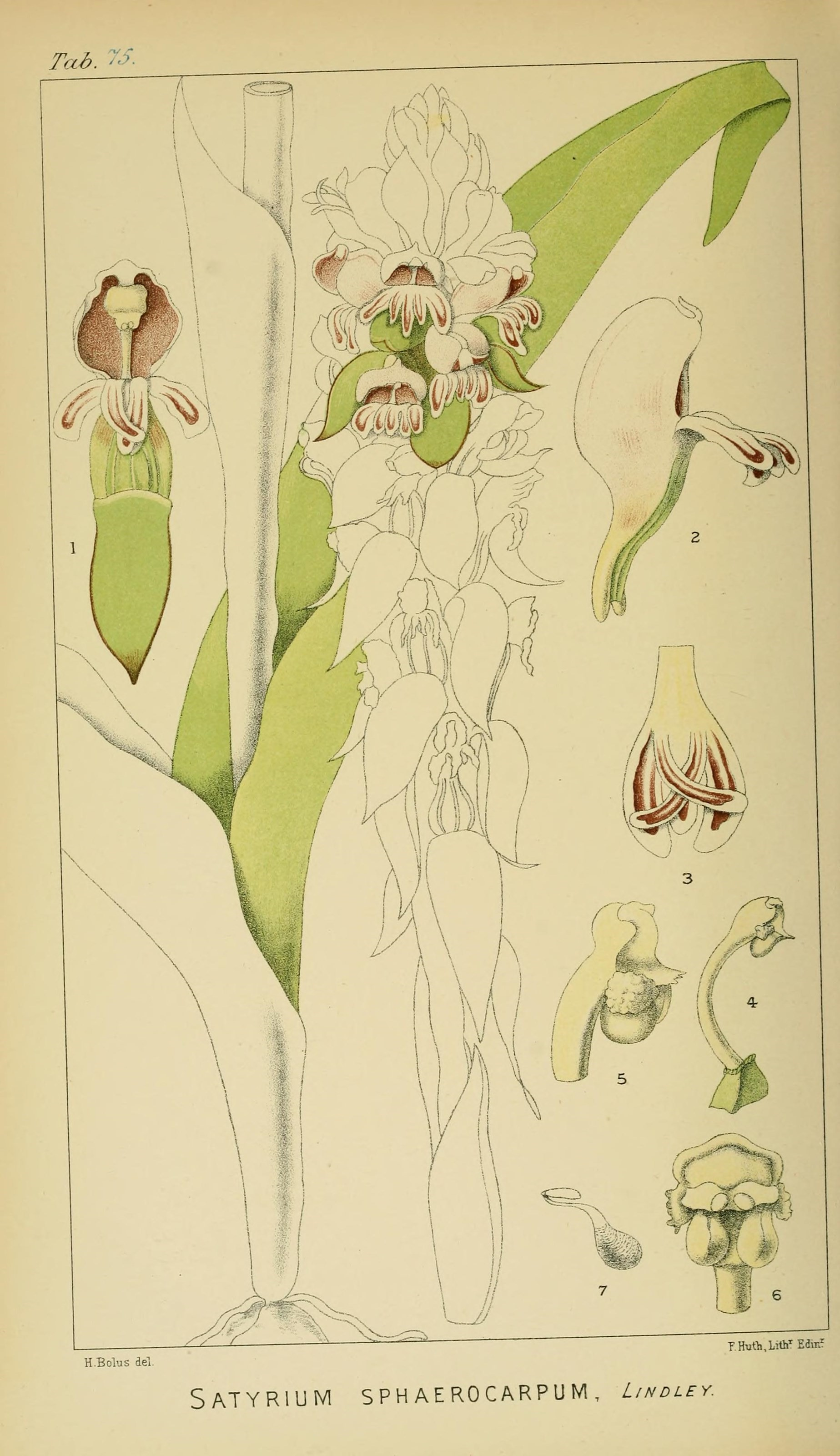